# Neurypexina lyzanius
Neurypexina lyzanius är en fjärilsart som beskrevs av William Chapman Hewitson 1874. Neurypexina lyzanius ingår i släktet Neurypexina och familjen juvelvingar. Inga underarter finns listade i Catalogue of Life.